# 인공 문자
인공문자(人工文字, constructed writing system, neography)란 자연어의 문자와 같이 문화의 일부로서 서서히 변화한 문자체계가 아닌, 특정의 개인이나 그룹이 만든 문자를 뜻한다. 많은 인공문자들은 인공어 프로젝트의 일부로 만들어지거나, 또는 언어학적인 실험, 또는 그 밖의 실용적인 목적에 의하여 만들어진다. 그러한 예로는 영어의 비합리적인 철자 체계의 대안으로서 만들어진 쇼 알파벳, 알파벳 26, 데세레트 알파벳 등이 있다. 또다른 예로는 청각장애인에게 말하는 법을 가르치기 위하여 고안된 알렉산더 멜빌 벨의 비저블 스피치와 존 멀론의 유니폰 등이 있다. 블리스 심벌은 그림문자 체계로 된 국제보조어이다. 속기문자 또한 일반적으로 인공문자로 분류된다.

조선의 세종이 만든 한글.

'솔로마나 칸테'가 만든 응코 문자.

## 여러 인공 문자
널리 알려진 인공문자 중 하나는 존 로널드 루엘 톨킨의 텡과르와 키르스이지만, 그밖에도 클링온 문자, 응코 문자, 드니 문자, 베틀언어 등이 존재한다. 이들 문자를 목적에 따라 분류하면 다음과 같다.
- TV 드라마, 소설 등의 가상 세계의 배경으로 사용되는 예술어의 문자
  - 톨킨의 텡과르와 키르스, 사리티
  - 《스타 트렉》의 클링온 족이 사용하는 클링온의 클링온 문자
  - 어드벤처 게임 《미스트》의 드니인이 사용하는 드니 문자

- 문자가 없는 자연어의 문자로 사용하기 위해 개발된 문자
  - 한글
  - 체로키어의 체로키 문자
  - 프레이저 문자
  - 폴라드 문자
  - 디테마 차 디노코

## 인공문자와 유니코드
쇼 알파벳 및 데세레트 알파벳, 한글과 같은 몇몇 인공문자는 유니코드에 등록되어 있다.

## 같이 보기
- 인공어
- 예술어